# Моммзен, Вольфганг
Вольфганг Юстин Моммзен (нем. Wolfgang Justin Mommsen; 5 ноября 1930, Марбург, Гессен — 11 августа 2004, Херингсдорф, Мекленбург — Передняя Померания) — немецкий историк, брат-близнец Ханса Моммзена.

## Семья
У Вольфганга Моммзена был брат — Ханс Моммзен, отец — Вильгельм Моммзен, дед — Карл Моммзен, бабушка — Мари Реймер и прадед — Теодор Моммзен. Почти все (ныне упомянутые) родственники были историками.

## Биография
Вольфганг родился в 1930 в Марбурге в семье немецкого историка Вильгельма Моммзена, 2 сыном-близнецом. С 1951 по 1959 учился в Марбургском, Кельнском и Лидском университетах. С 1959 по 1967 был доцентом Кельнского университета, полным профессором Дюссельдорфского университета (с 1967 по 1996) и директором немецкого исторического института в Лондоне (с 1978 по 1985).
В 1965 женился на Сабине фон Шальбург, от которой у него было 4 детей.
В 1958, Моммзен написал биографию немецкого социолога Макса Вебере, которая была переведена на английский в 1984 и произвела революцию.
Основной областью знаний Вольфганга была история Великобритании и Германии XIX—XX веков. Он писал о дипломатической, социальной, интеллектуальной и экономической истории. Моммзен отстаивал интерпретацию немецкой истории Sonderweg («особый путь»).
По мнению Моммзена внешняя политика Второго рейха обусловлена внутренними проблемами, что первая мировая война лежала на плечах Германии. Более того, ноябрьская революция 1918 не зашла слишком далеко и позволила элите Германии доминировать немецкую жизнь до 1918, и привела к Третьему рейху. Моммзен писал книги, осуждая умиротворение.
В Historikerstreit (споре историков) Моммзен занял позицию, согласно которой Холокост был хуже Сталинского террора в СССР.
В 1998 году несколько молодых немецких историков раскритиковали Моммзена за то, что он не разоблачал нацистское прошлое своих наставников во время учёбы в университете в 1950-х годах.

## Работы
- Max Weber und die deutsche Politik, 1890—1920, 1959.
- «The Debate on German War Aims» pages 47–74 from Journal of Contemporary History, Volume 1, 1966.
- «Die latente Krise des Deutschen Reiches, 1909—1914» from Handbuch der deutschen Geschichte, Volume 4: Deutsche Geschichte der neuesten Zeit von Bismarcks Entlassung bis zur Gegenwart, 1973.
- The Age of Bureaucracy: Perspectives on the Political Sociology of Max Weber, 1974.
- "Society and War: Two New Analyses of the First World War, " Journal of Modern History Vol. 47, No. 3, September 1975,
- Imperialismustheorien, 1977.
- Der europäische Imperialismus. Aufsätze und Abhandlungen, 1979.
- The Emergence of the Welfare State in Britain and Germany, 1850—1950 co-edited with Wolfgang Mock, 1981.
- Sozialprotest, Gewalt, Terror: Gewaltanwendung durch politische und gesellschaftliche Randgruppen im 19. und 20. Jahrhundert, co-edited with Gerhard Hirschfeld, 1982.
- The Fascist Challenge and the Policy of Appeasement, co-edited with Lothar Kettenacker, 1983.
- The Development of Trade Unionism in Great Britain and Germany, 1880—1914, co-edited with Hans-Gerhard Husung, 1985.
- Imperialism and After: Continuities and Discontinuities co-edited with Jürgen Osterhammel, 1986.
- Bismarck, Europe, and Africa: The Berlin Africa Conference, 1884—1885, and the Onset of Partition, co-edited with Stig Förster and Ronald Robinson, 1988.
- The Political and Social Theory of Max Weber: Collected Essays, 1989.
- «Neither Denial nor Forgetfulness Will Free Us From the Past: Harmonizing Our Understanding of History Endangers Freedom» pages 202—215 from Forever In The Shadow Of Hitler? edited by Ernst Piper, Atlantic Highlands, N.J. : Humanities Press, 1993.
- Intellektuelle im Deutschen Kaiserreich, co-edited with Gangolf Hubinger, 1993.
- Der Autoritäre Nationalstaat, 1990 translated by Richard Deveson into English as Imperial Germany 1867—1918 : politics, culture, and society in an authoritarian state, 1995.
- "Max Weber and the Regeneration of Russia, " Journal of Modern History Vol. 69, No. 1, March 1997.